# Yoshikawa Koretari

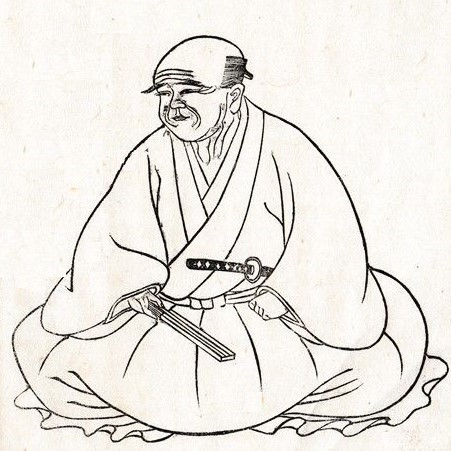
Yoshikawa Koretari

Yoshikawa Koretari (japanisch 吉川 惟足; geboren 1616 in Edo (Provinz Musashi); gestorben 1. Januar 1695) war ein japanischer Shintō-Gelehrter der frühen Edo-Zeit und Begründer des „Yoshikawa-Shintō“.

## Leben und Wirken
Yoshikawa Koretari wurde im Bezirk Nihonbashi in Edo geboren und hatte zunächst den Familiennamen „Minamoto“ (源) und den Vornamen „Motonari“ (元成). Er wurde von einer Fischhandlungsfamilie „尼崎屋“ (尼崎屋) adoptiert und nannte sich dann „Yoshikawa Koretari“ bzw. „Yoshikawa Koretaru“. Er machte geschäftlich bankrott, zog sich nach Kamakura zurück und studierte die Klassiker.
1653 ging Yoshikawa nach Kyōto. Dort wurde er von dem Shintoisten Hagiwara Kaneyori (萩原 兼従; 1588–1660) aus der Yoshida-Familie in die Yoshida-Shintō-Lehre eingeführt. Er ging dann zurück nach Edo, lehrte Shintō und gewann das Vertrauen von Mitgliedern der Tokugawa-Familie und von einer Reihe von Daimyō. 1682 wurde er zum „Shintō-kata“ (神道方), also zum Leiter der Shintō-Abteilung innerhalb des Bakufu ernannt. Diese Stellung wurde auf ihn und seine Familie festgeschrieben, so dass seine Nachkommen diese Position bis zur Meiji-Restauration 1869 innehatten.
Yoshikawas Glaubenslehre basierte vor allem auf der Yoshida-Lehre, ergänzt mit Elementen aus dem Konfuzianismus der Song-Dynastie. Er hielt Shintō für die Grundlage aller Dinge, einschließlich anderer Religionen. Er betonte das „Tsutsushimi“ (慎み), also Selbstbeherrschung, und kritisierte Vertreter der Lehre, die die gesellschaftlichen Aspekte betonten. Als Lehrer von Yamazaki Ansai (1619–1682) beeinflusste er ihn stark bei dessen Bestreben, Shintō und Neo-Konfuzianismus zusammen zu führen.
Yoshikawa hinterließ das Werk „Shintō taiichū“ (神道大意註) – etwa „Hauptpunkte des Shintoismus“.